# Hydraulikzylinder

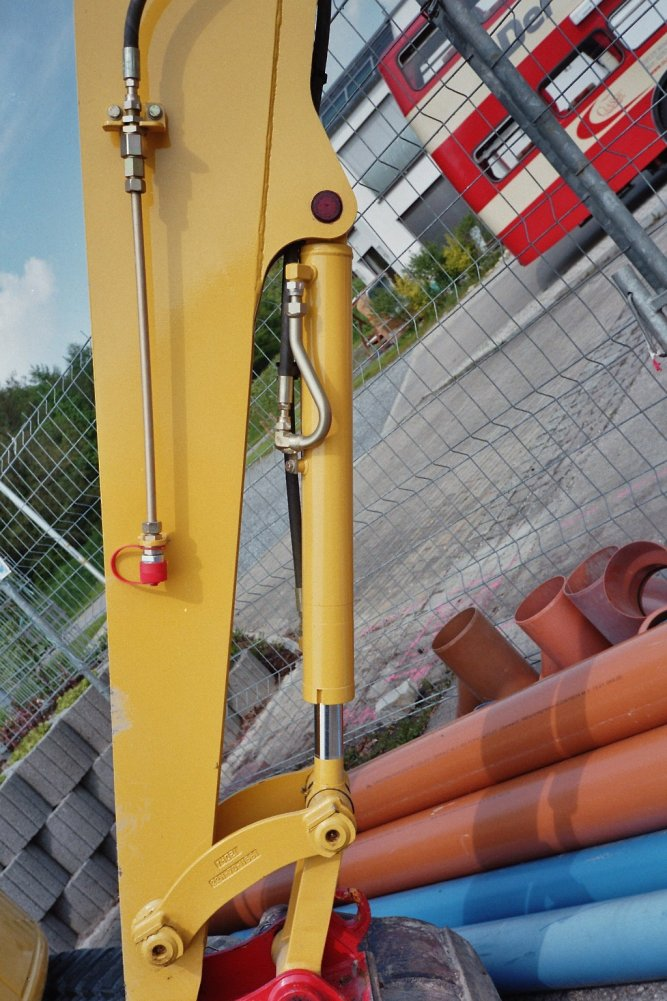
Hydraulikzylinder an einer Baumaschine

Ein Hydraulikzylinder oder hydraulischer Zylinder ist ein mit einem Fluid betriebener Arbeitszylinder, auch als hydraulischer Linearmotor bezeichnet und zählt in der Regel als Kraftmaschine (Antrieb) zu den hydraulischen Verbrauchern (Nehmer), wenn er die Energie der Hydraulikflüssigkeit, die von einem hydraulischen Druckspeicher oder einer Hydraulikpumpe geliefert wird, in eine Linearbewegung umsetzt.

## Bauformen
Hydraulikzylinder gibt es in diversen Bauformen. Für die Kolben- und Stangendurchmesser gibt es neben DIN/EN-Normen teilweise auch firmenspezifische Normen.
Die vorrangig eingesetzten Hydraulikzylinder sind Zylinder in Rundbauweise nach ISO 6022 und DIN 24333 sowie Zugstangenzylinder nach ISO 6020/2 und DIN 24554.

Einfach wirkender Zylinder: Funktion

## Einfach wirkende Zylinder
Einfach wirkende Zylinder haben nur eine Kolbenseite, die mit Hydraulikflüssigkeit beaufschlagt wird. Arbeit kann dadurch nur in eine Richtung ausgeübt werden. Die Rückbewegung erfolgt durch die Eigenmasse oder eine Fremdkraft (beispielsweise eine Feder). Hebebühnen besitzen oft einfachwirkende Zylinder.

## Doppelt wirkende Zylinder

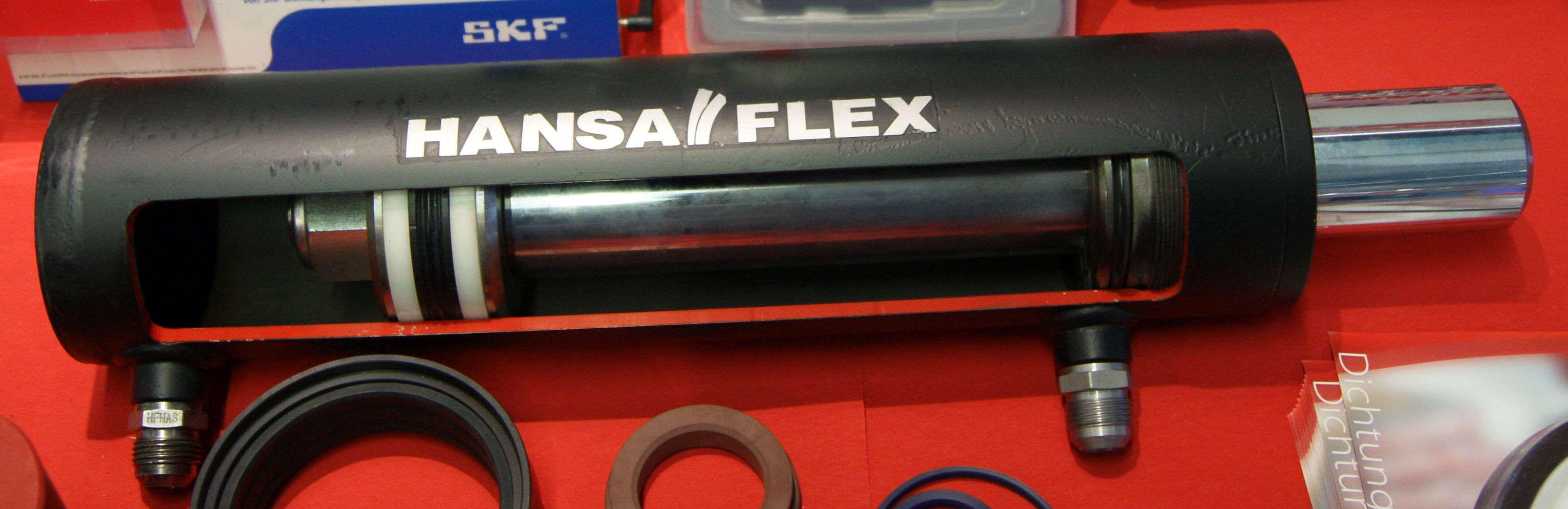
Schnittmodell eines doppelt wirkenden Zylinders

Doppelt wirkender Zylinder: Funktion

Bei doppelt wirkenden Zylindern gibt es zwei gegenüberliegende Kolbenflächen, die mit Hydraulikflüssigkeit beaufschlagt werden. Der Zylinder hat dadurch zwei aktive Bewegungsrichtungen.

### Differentialzylinder

Differentialzylinder

Ein Differentialzylinder besitzt nur auf einer Seite der Kolbenfläche eine Kolbenstange. Dadurch besitzt er zwei verschieden große Wirkflächen: Zum einen die Fläche auf der Kolbenseite, die komplett wirkt, und zum anderen die stangenseitige Fläche, bei der nur die Ringfläche wirkt. Das Verhältnis von Kolbenfläche zu Ringfläche wird mit {\displaystyle \Phi } bezeichnet. Dadurch fährt der Differentialzylinder im Normalfall mit zwei verschiedenen Geschwindigkeiten aus und ein: Das Einfahren geht schneller, entwickelt jedoch auch weniger Kraft. Nur im geschlossenen Regelkreis betrieben, folgt er der vom Sollwert vorgegebenen Geschwindigkeit.

### Gleichlaufzylinder (Gleichgangzylinder)

Gleichlaufzylinder

Ein Gleichlaufzylinder (auch Gleichgangzylinder genannt) besitzt auf beiden Seiten der Kolbenfläche eine Kolbenstange. Das Volumen des ein- und ausströmenden Hydrauliköls ist deshalb immer gleich groß und somit fährt er auch mit derselben Geschwindigkeit ein und aus. Gleichlaufzylinder können auch mit nur einer Kolbenstange realisiert werden. Dabei sorgt eine spezielle Form der Kolbenstange mit internen Bohrungen dafür, dass die Flächenverhältnisse gleich sind.

### Tandemzylinder

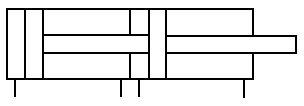
Tandemzylinder

Bei einem Tandemzylinder werden zwei Zylinder so miteinander verbunden, dass die Kolbenstange des ersten Zylinders durch den Boden des zweiten Zylinders hindurch auf dessen Kolbenstange wirkt. Dadurch erreicht man trotz geringer Baugröße aufgrund der Vergrößerung der insgesamt wirkenden Kolbenfläche eine größere Kraft.

## Plungerzylinder

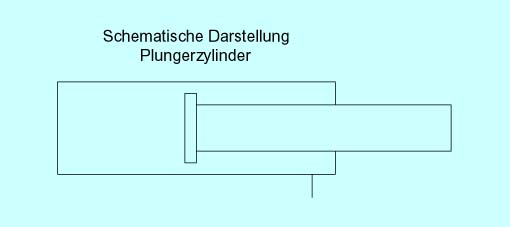
Tauchkolbenzylinder

Ein Plungerzylinder (oder auch Tauchkolbenzylinder) besitzt keinen eigentlichen Kolben, sondern die Kolbenstange dient als Kolben. Plungerzylinder haben einen günstigeren mechanischen Wirkungsgrad, müssen aber axial geführt werden.

## Teleskopzylinder

Teleskopzylinder

Ein Teleskopzylinder besteht aus mehreren ineinander gebauten Zylindern. Er wird häufig in einfachwirkender Bauform, aber auch in doppeltwirkender Bauform gebaut. Auch ist eine Kombination von einfachwirkenden Stufen mit einer doppeltwirkenden Stufe möglich. Der Vorteil von Teleskopzylindern besteht darin, dass sie bei relativ kleinen Einbaulängen große Hübe erzeugen können. Mit wachsender Hubposition verringert sich stufenweise mit geringer werdender aktiver Kolbenfläche die Kraftentfaltung. Dieses Verhalten passt gut für den Kraftbedarfsverlauf beim Aufkippen einer Lkw-Mulde.

## Kolbenoberfläche
Der – glänzende – Kolben soll möglichst wenig Rauigkeit aufweisen, um gegenüber der mechanisch gepressten Dichtung gut abzudichten, damit bei Druckbeaufschlagung sowie Bewegung trotz hohem Druck nur äußerst wenig Öl austritt. Die Oberfläche wird daher durch feines Schleifen geglättet. Damit die Oberfläche etwa durch Sand oder abrasiv wirkenden Staub oder auch Anscheuern möglichst wenig angegriffen wird, können Kolben hartverchromt werden. Alternativ wird auf den rotierenden Kolben durch Laserauftragschweißen eine dünne, harte rostfreie Stahlschicht aufgetragen.

## Kräfteberechnung
Die Kraft F eines einseitig und verlustfrei wirkenden Hydraulikzylinders ergibt sich aus dem im Zylinder wirkenden Druck p und der in Arbeitsrichtung senkrecht stehenden Fläche A:
{\displaystyle F=p\cdot A}.
Die Kräfte eines doppelseitig wirkenden Hydraulikzylinders sind folgendermaßen zu berechnen:
Bei einem Durchmesser dK des Zylinderkolbens ergibt sich die ausfahrende Kraft FA zu:
{\displaystyle F_{A}=p\cdot {\frac {d_{K}^{2}\pi }{4}}}.
Bei einem Durchmesser dS der Kolbenstange ergibt sich die einfahrende Kraft FR zu:
{\displaystyle F_{R}=p\cdot {\frac {\pi }{4}}(d_{K}^{2}-d_{S}^{2})}.
Hierbei ist zu beachten, dass:
{\displaystyle F_{A}>F_{R}}
Beispiel: Ein mit 100 bar belasteter Hydraulikzylinder mit 70 mm Kolbendurchmesser und 32 mm Stangendurchmesser ergibt folgende ausfahrende Kraft:
{\displaystyle F_{A}=100\cdot 10\mathrm {\frac {N}{cm^{2}}} \cdot {\frac {7{,}0^{2}\,\pi }{4}}\mathrm {cm} ^{2}=1\ \mathrm {kN} \cdot 38{,}48=38{,}48\ \mathrm {kN} }
Die einfahrende Kraft des gleichen Zylinders errechnet sich zu:
{\displaystyle F_{\mathrm {R} }=100\cdot 10\mathrm {\frac {N}{cm^{2}}} \cdot {\frac {\pi }{4}}(7{,}0^{2}-3{,}2^{2})\ \mathrm {cm} ^{2}=1\ \mathrm {kN} \cdot 30{,}44=30{,}44\ \mathrm {kN} }
38,48 kN entspricht etwa einer aufgelegten Masse von 3,92 Tonnen.

## Alternativen
Als alternative Linearantriebe gibt es Pneumatikzylinder, Hebekissen, Gewindetrieb oder Zahnstangentrieb sowie Elektrozylinder.